# Chiesa di San Paolo in Ducenta
La chiesa di San Paolo in Ducenta è dedicata a San Paolo e in particolare all'episodio della Conversione di San Paolo. Si trova nella frazione di Ducenta, in territorio ravennate, ma dipende dalla diocesi di Forlì-Bertinoro.

## Storia
La prima documentazione relativa alla chiesa risale al 1371, ma il luogo di culto potrebbe avere anche origini più antiche.
La data di consacrazione è il 23 ottobre 1450 e avviene per opera dell'allora vescovo di Cervia, Pietro Barbo, che poi diventerà papa con il nome di Paolo II. La chiesa diviene sede nel Cinquecento della Compagnia del Santissimo Sacramento.
La chiesa assume l'aspetto attuale grazie agli interventi settecenteschi. Risaliva al Settecento anche il dipinto dietro l'altare maggiore, rappresentante la Conversione di San Paolo, rubato da ignoti negli anni '70 del Novecento.
Nel 1838 viene realizzato l'organo, dall'organaro di Parma Luigi Cavalletti. Negli anni '30 del Novecento il parroco Vincenzo Montuschi fa interamente decorare la chiesa ad affresco.
Nell'archivio parrocchiale è conservato un documento che ricorda la data di costruzione del ponte della vicina frazione di Coccolia (1574).
Negli anni '20 del Duemila è evidente che la chiesa avrebbe bisogno di urgenti interventi di restauro.

## Descrizione

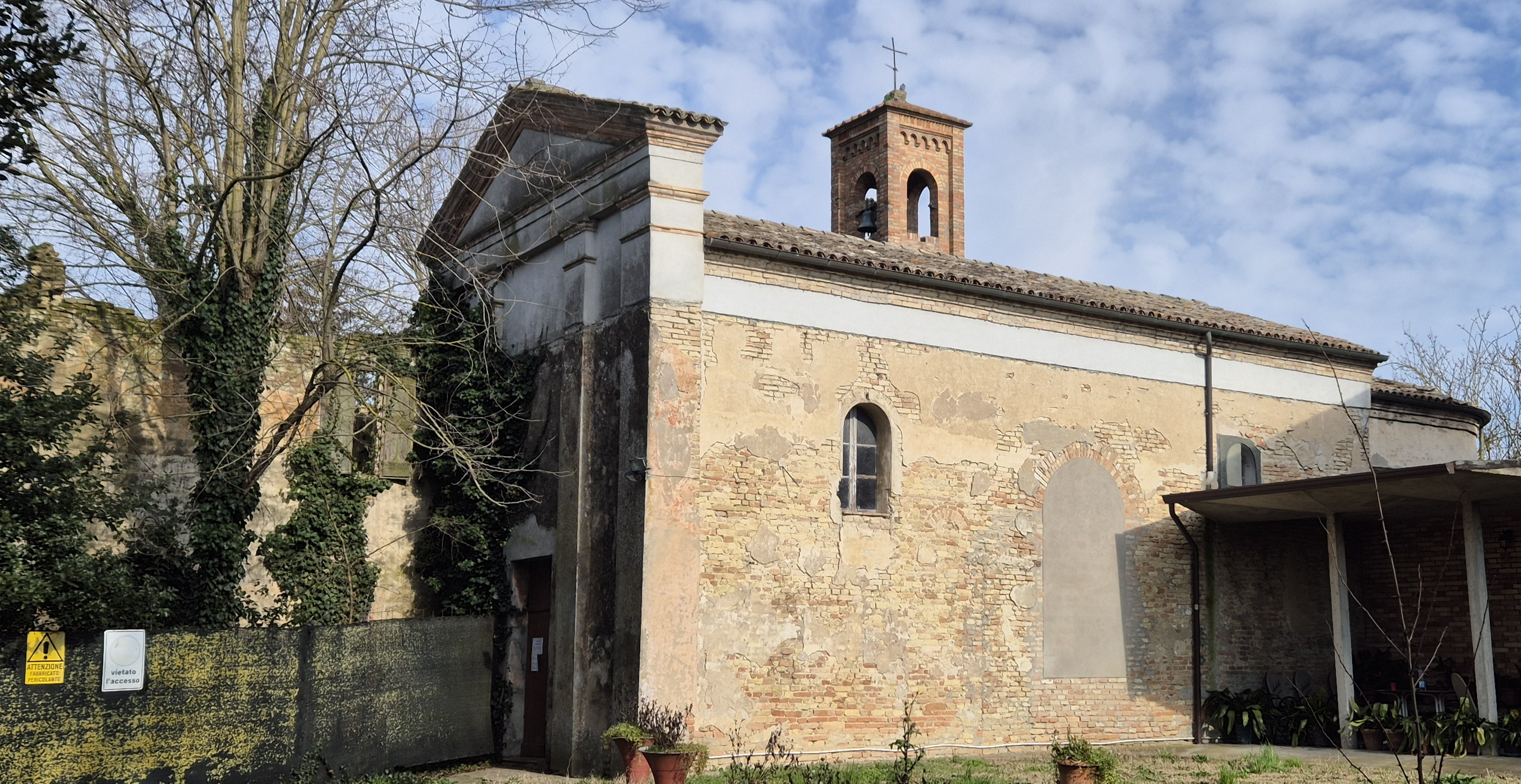

L'aspetto della chiesa risale agli interventi settecenteschi, che le hanno dato una facciata con timpano neoclassico, due pilastri e due lesene che sorreggono un fregio. Alla facciata si addossavano degli edifici ridotti allo stato di rudere e infestati dalla vegetazione. Il fronte presenta ancora buona parte dell'intonacatura, mentre sul lato destro si vedono emergere in molte zone i mattoni e si notano svariati interventi occorsi alla muratura, di cui il più evidente è la chiusura di quella che era una grande apertura con arco a sesto acuto.

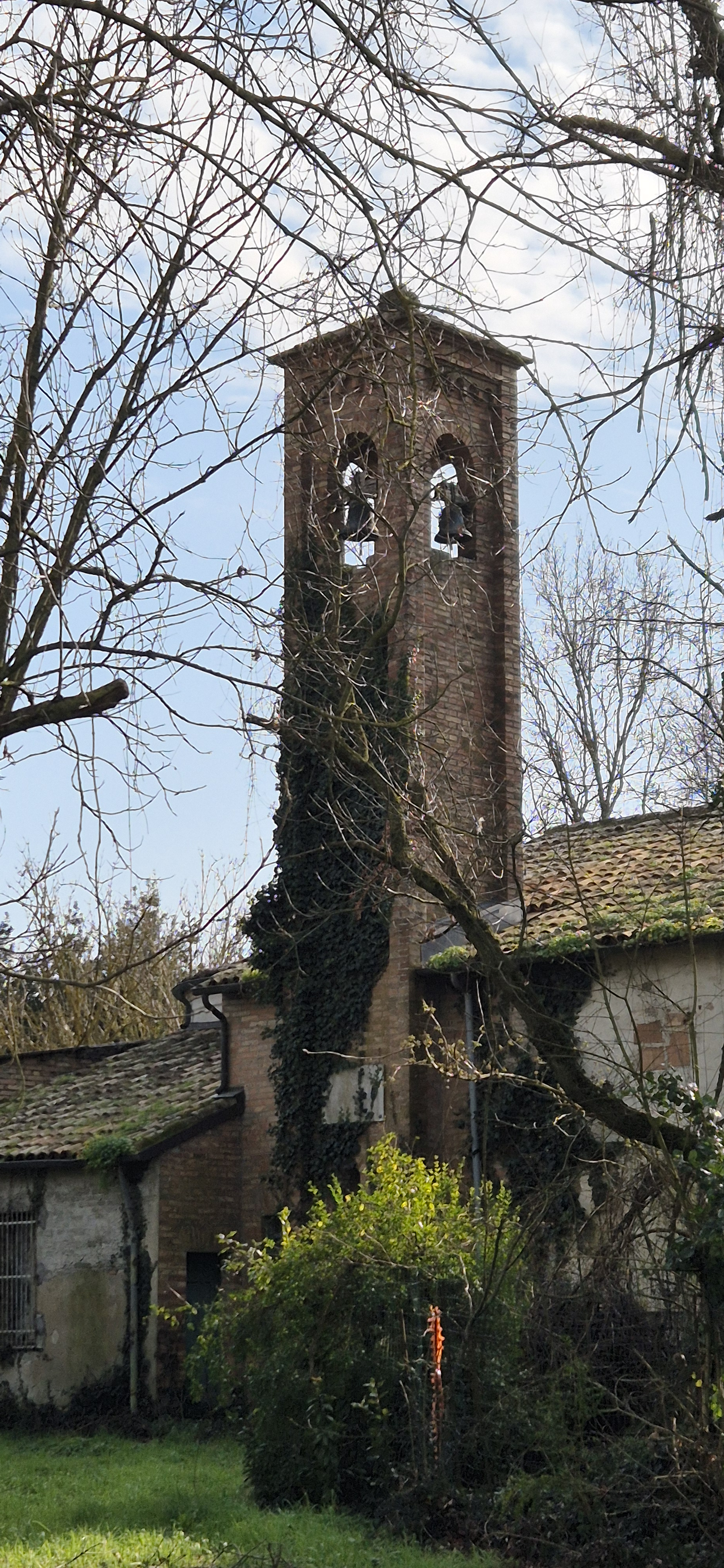
Visione laterale con il campanile

Altri edifici aggiunti sono stati nel tempo addossati alla parete, rendendo inaccessibile la zona absidale dall'esterno.
Nella parte destra sorge un campanile inserito in parte dentro il corpo della chiesa, di forma parallelepipeda e realizzato in mattoni a vista.
Nell'interno a sinistra si trova una cappella dedicata alla Madonna del Carmelo, con una statua lignea della Madonna, mentre sulla parete destra si trova una statua, sempre in legno, raffigurante Cristo. L'organo del 1838 è quello realizzato da Luigi Cavalletti. Gli affreschi risalgono agli interventi degli anni '30 del Novecento.